# Юргенс, Вера
Вера Юргенс (Пейчева; нем. Vera Jürgens; род. 5 сентября 1969, Стара-Загора) — болгарская и немецкая шахматистка, гроссмейстер (1993) среди женщин.
Чемпионка Болгарии (1990). В составе сборных Болгарии и Германии участница двух Олимпиад (1990 — за Болгарию; 2006 — за Германию).

## Изменения рейтинга
| Графики недоступны из-за технических проблем. См. информацию на Фабрикаторе и на mediawiki.org. |